# Aeroportul Mendi, Ethiopia
Aeroportul Mendi, Ethiopia (IATA: NDM, ICAO: HAMN) este un aeroport din Etiopia.
aeroportul dispune de o singură pistă.